# Historia de Lesoto

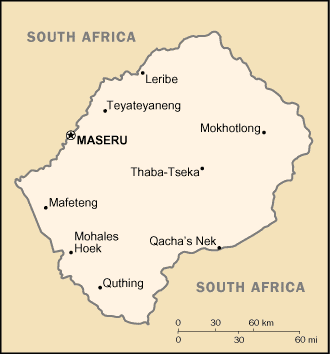
Mapa de Lesoto.

La Historia de Lesoto comienza con la llegada de tribus bosquimanas que habitaron durante al menos 40 000 años en esta región montañosa del sur del continente africano en el corazón de Sudáfrica.
Durante el siglo XVI llegó una nueva oleada de emigrantes, los basutos, que se establecieron en el territorio y persiguieron a los bosquimanos. En 1868, para protegerse de los ataques de los colonos bóeres, los basutos recurrieron a la protección de los británicos, que crearon el protectorado de Basutolandia. En 1966 este protectorado se convirtió en un estado independiente conocido con el nombre de Reino de Lesoto.

## Los bosquimanos
Los bosquimanos y los pueblos (Khoikhoi (Qhuaique)) que se instalaron en las montañas del actual territorio de Lesoto era un pueblo de cazadores-recolectores. Durante miles de años llevaron una existencia nómada, realizando intercambios periódicos con otras tribus. Sin embargo, desde finales del siglo XVI y comienzos del XVII varias tribus de etnia bantú llegaron al sur de África y comenzaron a colonizar las montañas del centro del actual Drakensberg, donde vivían los bosquimanos.

## La expansión bantú

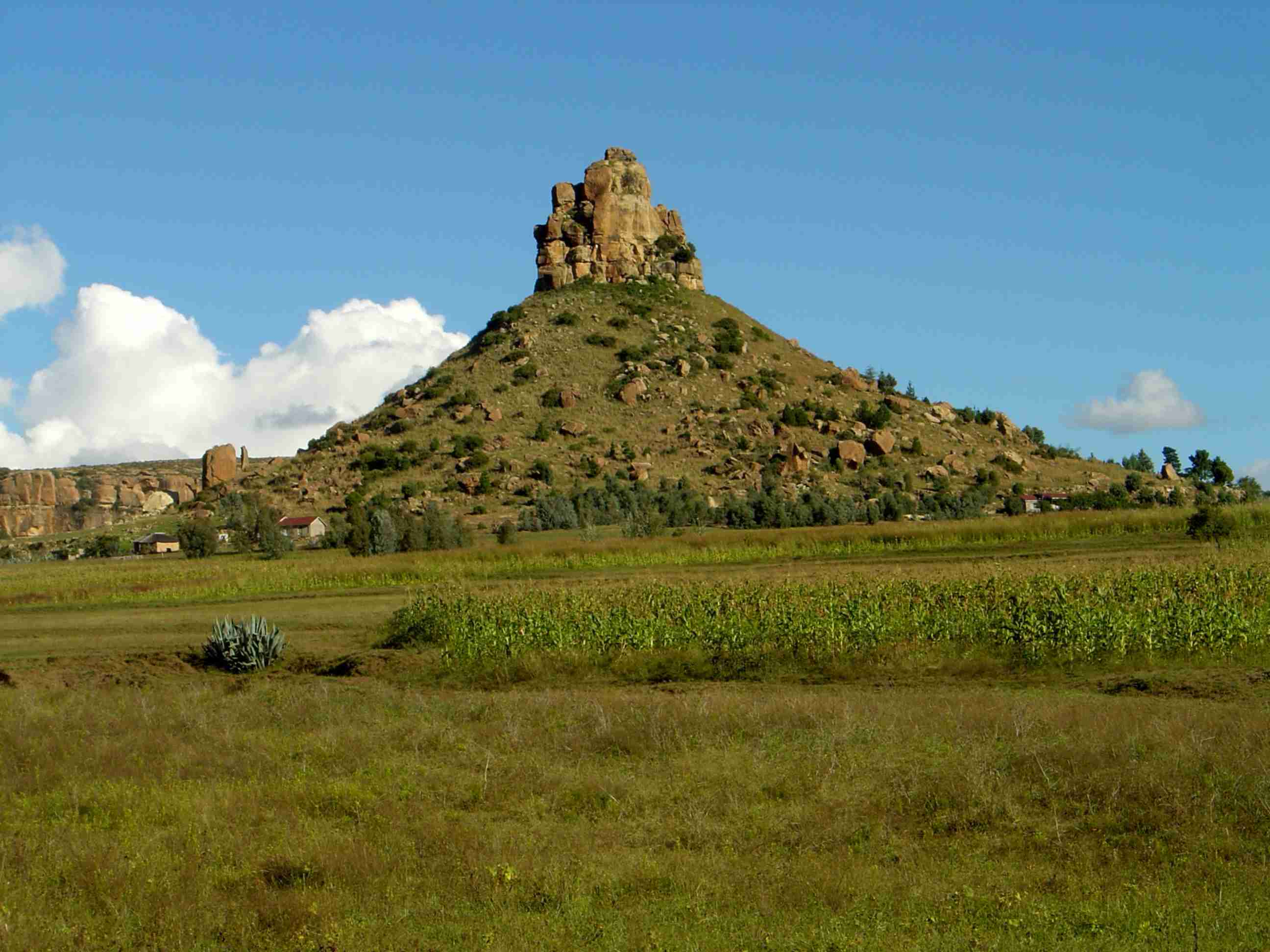
Paisaje de Lesoto.

Los pueblos bantúes que se asentaron en el territorio de Lesoto y la zona circundante hablaban un dialecto único sotho del sur y se hacían llamar los Basoto o sotho. La invasión sotho provocó una presión cada vez mayor sobre los bosquimanos de la zona. Las tribus sothos estaban organizadas en reinos independientes que realizaban intercambios comerciales y que en ocasiones guerreaban entre sí.
Sin embargo, desde principios del siglo XIX la amenaza de las tribus zulúes procedentes de Zululandia como parte de su “Lifaqane” o “Mfecane” (migración de conquista) atacaron a los pueblos sotho que encontraron en su migración hacia el oeste y el norte. Poco después del comienzo de las migraciones zulúes llegaron los primeros colonos blancos de origen holandés o “Voortrekkers”, algunos de los cuales recibieron hospitalidad de los sotho en sus viajes de exploración del sur de África. Los relatos de los Voortrekkers describen que ante la presión de los zulúes, que quemaron y devastaron las tierras, obligando a los sotho a retirarse hacia Lesoto y a buscar refugio en los montes Maloti, donde resistieron a los ataques de sus enemigos. Sin embargo, Norman Etherington, en su libro The Great Treks: The Transformation of Southern Africa, 1815-1854 afirma que no hubo enfrentamientos entre zulúes y sotho.

## Reino soto de Moshoeshoe
A partir de la década de 1820, Moshoeshoe I, jefe de la tribu kwena (cocodrilo) trató de unificar bajo su mando a las veintitrés tribus de los soto del sur. Pactó con los misioneros protestantes franceses Thomas Arbousset, Eugène Casalis y Constant Gosselin de la Sociedad de misiones evangélicas de París (esta sociedad misionera había sido constituida en París el 4 de noviembre de 1822). La evangelización y cristianización del territorio soto comenzó el 28 de junio de 1833 con la llegada de Arbousset, Casalis, y Gosselin al territorio de Moshoeshoe (Moschesch en francés), que introdujo entre los sotho una influencia “occidental” muy intensa, especialmente con la creación de una escuela teológica para formar a los “nativos evangelistas” que ayudarían a los misioneros, pero además de la escuela teológica también se instalaron una escuela industrial, una imprenta, una biblioteca, etc., que proporcionaron un mayor avance tecnológico a los soto frente a las tribus vecinas.
En la década de 1850 el Reino de Moshoeshoe fue amenazado por la expansión de los colonos bóeres que habían fundado el Estado Libre de Orange en sus fronteras. Los bóeres se instalaron en el próspero valle de Caledon. A pesar de iniciales intercambios cordiales entre el rey de los soto y el Gobierno del Estado Libre de Orange, las relaciones degeneraron en una guerra. Los soto se atrincheraron en la región de Thaba Bosiu y el rey Moshoeshoe, con el consejo de los misioneros franceses y suizos (especialmente Adolphe Mabille), envió una embajada a Gran Bretaña para pedir la protección de los británicos para él y su pueblo.
Los británicos establecieron un protectorado entre los soto, pero estos perdieron la mitad del valle de Caledon (con un 50 % de tierras cultivables), que se convirtió en la frontera entre el reino soto y la república bóer.

## El protectorado británico
El protectorado británico sobre el reino sotho en el seno del Imperio colonial de Gran Bretaña fue formalmente establecido en 1868 con el nombre de Basutolandia.
En 1871, Basutolandia fue situado administrativamente bajo el control de colonia del Cabo, contra la voluntad de los sotho, que se sublevaron en 1881. La rebelión terminó con un acuerdo general entre británicos y sotho, que garantizaba a los sotho que ningún colono blanco podría adquirir tierras en su reino y el retorno del control del territorio directamente al gobierno británico en 1884.
A partir de 1906, Basutolandia fue administrada con los protectorados británicos de Suazilandia y Bechuanalandia por la misma administración colonial bajo la autoridad de un único alto comisario británico. Sin embargo, los jefes tribales conservaron enorme poder. Al mismo tiempo, los proyectos de desarrollo colonial fueron casi inexistentes, pues el único objetivo de los británicos era mantener la paz civil esperando una hipotética adhesión de los tres protectorados a la colonia de Sudáfrica.
En 1910 el Acta Sudafricana de Unión, que ponía los fundamentos de la Unión Sudafricana, preveía también la integración de Basutolandia en el nuevo dominio. Sin embargo, los sotho (y los otros dos protectorados) prefirieron conservar su autonomía y no fueron anexados.
El desarrollo de la educación de los nativos quedó en manos de las misiones cristianas hasta la década de 1950, mientras que las élites locales fueron educadas en la universidad de Fort Hare en Sudáfrica. En 1946 los católicos fundaron en Basutolandia la universidad de Roma, que extendió la educación superior a todas las clases.
En 1960, el Partido del Congreso de los Basoto (Basotho Congreso Party) (PCB), vinculado con el Congreso Nacional Africano celebró las primeras elecciones generales de Basutolandia. Desde 1965, este partido pasó a la oposición frente a la victoria del Partido Nacional Basoto (Basotho National Party) (PNB) del jefe Joseph Leabua Jonathan, un político católico-conservador apoyado por el Reino Unido y Sudáfrica.
El 4 de octubre de 1966 Basutolandia se convirtió en un estado independiente, tomando el nombre de Reino de Lesoto. El país estaba gobernado por una monarquía constitucional con un parlamento bicameral consistente en un senado y una asamblea nacional elegida por sufragio.

## El Reino de Lesoto

Bandera nacional de Lesoto (1966-1987).

Tras la independencia, la vida política del país estuvo marcada por la oposición entre los partidarios de un régimen militar, monarquía, democracia parlamentaria y un gobierno socialista. Sin embargo, a medida que las instituciones del país se estabilizaban, el régimen derivó hacia una monarquía tradicionalista. El rey de Lesoto era el jefe supremo de los soto, Moshoeshoe II y Joseph Leabua Jonathan era el primer ministro del Gobierno. Sin embargo, las prerrogativas reales eran muy limitadas, aunque el rey podía designar a 11 de los 33 senadores del Parlamento.
Al estar el territorio de Lesoto rodeado por Sudáfrica, el país se encontraba por completo dependiente de su vecino, y aunque los soto rechazaron la política del apartheid, no podían permitirse elevar demasiadas críticas ni mantener una excesiva tensión política con el Gobierno sudafricano.
Desde la independencia de Lesoto, el gobierno comenzó a mostrar poca consideración por la democracia, dispersando por la fuerza las reuniones del Partido del Congreso de los Basoto (PCB) de Ntsu Mokhehle. El propio monarca fue confinado en su residencia.
En 1970 el Gobierno de Lesoto comenzó a derivar hacia el autoritarismo y la dictadura. Las elecciones previstas para enero, que parecían indicar una derrota del partido gubernamental, fueron anuladas con acusaciones de irregularidades y se declaró un estado de emergencia. El rey se exilió en los Países Bajos durante meses, mientras que el primer ministro Joseph Jonathan suspendió la Constitución y el Parlamento, relegando al rey a una posición honorífica. Los partidos de la oposición fueron prohibidos y sus líderes arrestados.
Se formó un parlamento directamente controlado por Joseph Jonathan, que gobernó reprimiendo toda oposición con la ayuda técnica de Sudáfrica. La propia oposición se encontraba dividida. Ntsu Mokhehle llamó a la lucha armada de los soto, pero no obtuvo mucho seguimiento.
A finales de la década de 1970, contra toda previsión, Joseph Jonathan se aproximó a los países del bloque soviético. En 1979 Mozambique y Cuba abrieron representaciones diplomáticas en Maseru. Fueron seguidas por las delegaciones de la Unión Soviética y de China, que desean establecer posiciones en Sudáfrica. Lesoto también se convirtió en un refugio para los militantes anti-apartheid del Congreso Nacional Africano.
Estos repentinos cambios diplomáticos provocaron la sorpresa del Gobierno de Pretoria, que inmediatamente comenzó a apoyar a los guerrilleros antigubernamentales de Ntsi Mokhehle en Lesoto a partir de 1982.
Joseph Jonathan consiguió escapar a varios atentados contra su vida y en represalia comenzó a apoyar acciones contra el apartheid sudafricano. El primer ministro de Lesoto hizo varios viajes a Corea del Norte, Rumanía y Bulgaria, que inquietaron a los gobiernos occidentales y a la Iglesia católica. Dentro de la propia dictadura de Lesoto se multiplicaron las desaprobaciones y Sudáfrica comenzó a apoyar el Partido Democrático Unido de Charles Molefe, que fue percibido como una alternativa más creíble que Mokhehle al gobierno de Jonathan.
El 19 de diciembre de 1985 un comando sudafricano asesinó a nueve activistas del Congreso Nacional Africano en Maseru. Joseph Jonathan protestó y pidió el apoyo de los países no alineados. El 23 de diciembre un atentado cometido por miembros del CNA en represalia mató a cinco personas en Amanzimtoti en Natal. Sudáfrica inició entonces un bloqueo comercial y financiero contra Lesoto con la intención de que las oficinas del CNA en el país fueran cerradas y sus representantes expulsados.
Joseph Jonathan realizó varias concesiones, pero fue demasiado tarde. El 19 de enero de 1986 la dictadura fue derrocada por un golpe de Estado militar apoyado por Sudáfrica y dirigido por el general Justin Lekhanya (Jonathan se refugió nada menos que en Sudáfrica). Su primer gesto fue emitir un decreto devolviendo los poderes ejecutivos y legislativos al rey Moshoeshoe II, que había permanecido al margen del golpe de Estado. El país quedó bajo el gobierno de un consejo militar dirigido por el general Lekhanya, en coordinación con el rey y un gobierno civil nombrado por el monarca.

Bandera nacional de Lesoto (1987-2006)

Justin Lekhanya era un hombre conservador y estrechamente próximo al Gobierno sudafricano. Hizo expulsar a unos cien militantes del CNA sudafricano a Zambia y a los consejeros técnicos norcoreanos. Dirigió su política hacia Occidente para financiar el proyecto de una presa hidroeléctrica en el centro de Lesoto. Su política prosudafricana fue suavizada por el rey, que le impidió ejecutar una política demasiado favorable al Gobierno de Pretoria.
El 14 de septiembre de 1987 Lesoto recibió la visita del papa Juan Pablo II, que estuvo a punto de terminar en una catástrofe política, cuando varios rebeldes contrarios al nuevo régimen tomaron como rehenes a unos peregrinos y su liberación terminó con el asalto de las fuerzas armadas y un baño de sangre.
En julio de 1989 el Gobierno de Lesoto emprendió una política liberalizadora con el fin del exilio de Ntsu Mokhehle, que fue autorizado a regresar al país. El propio monarca lo envió a los Estados Unidos en busca de ayuda financiera para Lesoto ante las instituciones financieras internacionales para obtener créditos.
Sin embargo, las relaciones entre el general Lekhanya y el rey se degradaron súbitamente y el 19 de febrero de 1990 los partidarios del monarca intentaron acabar con la dictadura militar. El intento fue un fracaso y provocó el derrocamiento del rey en marzo, que fue privado de sus poderes y se exilió. Como Moshoeshoe II inicialmente se negaba a regresar a Lesoto bajo las nuevas leyes del Gobierno, que otorgaban únicamente poderes ceremoniales al monarca, en el país fue nombrado rey su hijo primogénito con el nombre de Letsie III. El general Lekhanya anunció la creación de una Asamblea Constituyente Nacional para formular una nueva constitución para Lesoto y devolver el país a la democracia y el gobierno civil en junio de 1992. Sin embargo, antes del fin de la transición democrática, Lekhanya fue destituido por un motín de jóvenes oficiales del ejército que convirtieron a Phisoane Ramaema como Portavoz del Consejo Militar. En 1992 Moshoeshoe II regresó a Lesoto como un ciudadano civil.
En abril de 1993 se celebraron en Lesoto las primeras elecciones pluralistas tras la independencia, que se saldaron con la victoria de Ntsu Mokhehle, cuyo partido ganó los 65 escaños de la Asamblea Nacional. El nuevo gobierno publicó una nueva constitución que dejaba al monarca sin poder ejecutivo y le prohibía interferir en asuntos políticos. En agosto de 1994 el rey Letsie III, en colaboración con miembros del Ejército, dio un golpe de Estado, suspendió el Parlamento y nombró un consejo de gobierno. El país atravesó entonces una crisis política marcada por los disturbios que se solucionó gracias a la intervención de Botsuana, Sudáfrica y Zimbabue. Finalmente, en septiembre Letsie III restablecer el gobierno democrático, la Constitución y el Parlamento, y el 25 de enero de 1995 abdicó en su padre Moshoeshoe II. Casi un año después, en enero de 1996 Letsie III sucedió legítimamente a su progenitor, que murió en un accidente de coche. En esta ocasión Letsie III aceptó una monarquía sometida al parlamento de Lesoto.
En 1997 las tensiones dentro del PCB provocaron una división en el partido gobernante, cuando Ntsu Mokhehle abandonó el partido con dos terceras partes de los parlamentarios y fundó el Congreso para la Democracia de Lesoto (CDL) con sus seguidores. Este acto permitió a Mokhelhe continuar como primer ministro y líder del nuevo partido gobernante, relegando al PCB a la oposición. Los miembros del PCB se negaron a seguir asistiendo a las sesiones del parlamento y la asamblea, y las tensiones políticas se extendieron a la población, provocando varios enfrentamientos. Nuevas elecciones fueron celebradas en mayo de 1998. 

Bandera nacional de Lesoto desde octubre de 2006.

Aunque Mokhehle completó su mandato como primer ministro, debido a su precaria salud no se presentó a las nuevas elecciones. En esta ocasión ganó el CDL, que consiguió 79 de los 80 escaños del nuevo parlamento incrementado. Pakalitha Mosisili se convirtió en el primer ministro en medio de acusaciones de irregularidades por parte de la oposición. La conclusión de la Comisión Langa, nombrada por la Comunidad de Desarrollo Sudafricano (CDS) analizó el proceso electoral y junto con varios observadores internacionales llegaron a la conclusión de que los resultados no habían sido amañados. A pesar de estas conclusiones la oposición incrementó sus protestas en el país. Estas protestas culminaron con una manifestación ante el palacio real a principios de agosto de 1998 y varios estallidos de violencia, saqueos, asesinatos y destrucción de propiedades. A principios de septiembre, varios oficiales del ejército se sublevaron. El gobierno de Lesoto pidió que una fuerza militar de la CDS interviniera para evitar un golpe militar y restaurar la estabilidad al país. Con este propósito se produjo la Operación Boleas, con la intervención de soldados de Sudáfrica y posteriormente de Botsuana, que entraron en Lesoto el 22 de septiembre y acabaron con la sublevación militar y restauraron el gobierno elegido en las urnas. Los sublevados fueron juzgados en un tribunal militar.
La fuerza de intervención de la CDS se retiró de Lesoto en mayo de 1999, dejando sólo una pequeña fuerza (a la que contribuyó Zimbabue). En diciembre un grupo interno del gobierno comenzó a revisar la estructura electoral de Lesoto y diseñó un sistema electoral proporcional para garantizar el peso de la oposición en la Asamblea Nacional. El nuevo sistema mantenía los 80 escaños de la asamblea, pero añadió 40 más elegidos siguiendo una base proporcionar. En mayo de 2002 se celebraron elecciones con el nuevo sistema y el CDL volvió a ganar con un 54 % de los votos. Sin embargo, por primera vez los partidos de la oposición consiguieron numerosos escaños y a pesar de algunas irregularidades y amenazas de violencia del Mayor General Lekhanya, Lesoto celebró unas elecciones pacíficas. Nueve partidos de la oposición ocuparon los 40 escaños proporcionales, destacando el PNB que obtuvo 21. El CDL conservó los 79 escaños anteriores.